# Marmorering (kött)

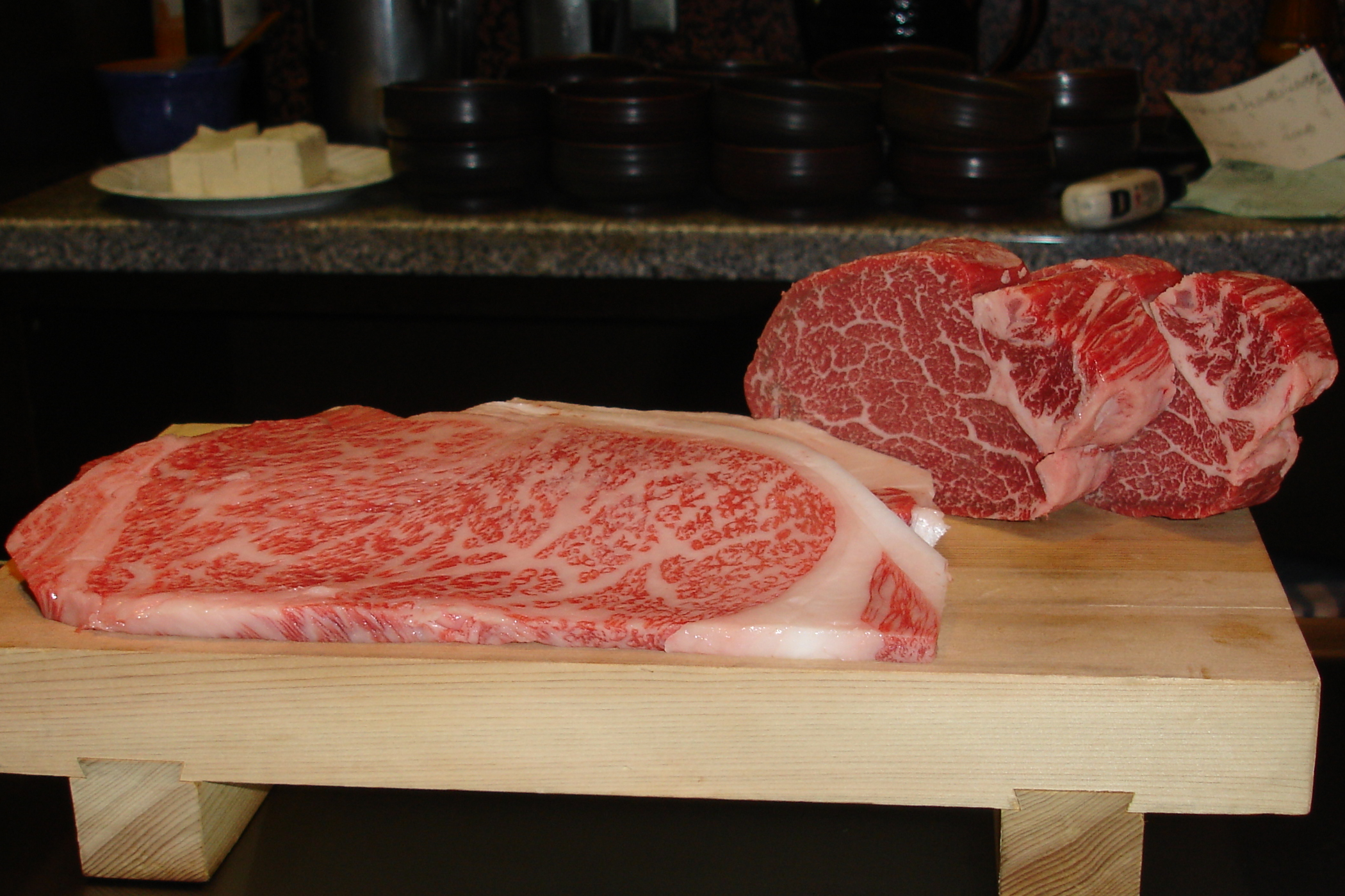
Marmorering

Marmorering, fettinsprängning eller insprängt fett, med mera, anger andel intramuskulärt (insprängt) fett i kött, så kallad marmoreringsgrad. Olika sorters djur och styckningsdetaljer har olika marmoreringsgrader. Det är även den primära kvalitetsklassificeringen av kött.